# Hypsoides diego
Hypsoides diego är en fjärilsart som beskrevs av Charles Coquerel 1855. Hypsoides diego ingår i släktet Hypsoides och familjen tandspinnare. Inga underarter finns listade i Catalogue of Life.